# بورتو كزافييه

الموقع في ريو غراندي دو سول

بورتو كزافييه هي بلدية في ولاية ريو غراندي دو سول، البرازيل. ومن المحتمل أن تغرق جزئيا جراء سد جارابي المقترح.